# Pterodroma madeira
Pterodroma madeira hay Hải âu petrel Zino là một loài chim biển nhỏ thuộc họ Procellariidae, và là loài đặc hữu của đảo Madeira. Loài petrel cánh dài này có lưng và cánh màu xám, với phần trên cánh có chữ "W" sẫm còn đoạn đuôi phía trên thì lại xám màu. Mặt dưới cánh của chúng có màu đen, trừ hai khoảng trắng hình tam giác nằm gần với thân, bụng chim màu trắng với hai bên sườn màu xám. Chúng có bề ngoài rất giống với loài petrel Fea nhưng lại nhỏ hơn một chút, nên việc phân biệt hai loài đảo Macaronesia này rất khó khăn. Trước đây người ta coi chúng là phân loài của loài petrel lông mềm P. mollis, tuy vậy cả hai đều không có quan hệ họ hàng gần, và hải âu Zino đã được tách ra thành loài khác biệt do sự khác biệt về hình thái, tiếng kêu, tập tính sinh sản cũng như DNA ty thể. Chúng là loài chim biển có nguy cơ tuyệt chủng cao nhất châu Âu, với khu vực sinh sản chỉ giới hạn ở một vài mỏm đá cao ở vùng núi trung tâm Madeira.
Petrel Zino chỉ làm tổ vào ban đêm trong hang, khi đó chúng kêu rất rùng rợn. Chúng chỉ đẻ một trứng duy nhất màu trắng, được ấp bởi cả bố và mẹ, cặp đôi thay phiên nhau ấp vào ban ngày trong khi con còn lại săn cá và mực trên biển. Trứng, chim non, kể cả chim trưởng thành đều là con mồi của mèo và chuột nâu, và trước đây từng bị những người chăn cừu địa phương săn bắt làm thức ăn. Việc kiểm soát động vật ăn thịt và các biện pháp như ngăn các động vật ăn cỏ giẫm phải hang, đã giúp quần thể phục hồi tới 65–80 cặp sinh sản; dù vậy loài này vẫn bị liệt vào danh sách loài có nguy cơ tuyệt chủng trong Sách đỏ IUCN. Các nỗ lực bảo tồn đã gặp thất bại lớn vào tháng 8 năm 2010 khi một đám cháy đã giết chết ba con trưởng thành và 65% con non. Quần thể loài dần phục hồi và ổn định ở mức 160 cá thể vào năm 2018.

## Phân loại
Hải âu petrel Zino là loài chim biển ôn đới và nhiệt đới thuộc chi Pterodroma. Sự phân loại của chúng được coi là cực kỳ phức tạp và do đó luôn thay đổi. Quần thể sinh sản trên đảo Macaronesia thuộc Madeira, Bugio thuộc Quần đảo Desertas và Quần đảo Cape Verde - từ lâu đã được coi là phân loài của hải âu petrel lông mềm Nam bán cầu, P. mollis. Tuy nhiên, phân tích DNA ty thể cùng với sự khác biệt về kích thước, tiếng kêu và tập tính sinh sản cho thấy các loài chim phía Bắc không có hề quan hệ họ hàng với P. mollis, petrel Bermuda hay Cahow có thể là họ hàng gần nhất của loài chim sống tại Macaronesia này. Nhà điểu học George Sangster đã đề nghị tách hải âu petrel Zino trên Madeira với hải âu petrel Fea trên Desertas và Cape Verde thành loài riêng biệt, đã được Hiệp hội các Ủy ban Động vật Quý hiếm Châu Âu (AERC) phê duyệt.
Nunn và Zino ước tính rằng hai loài đặc hữu Macaronesia đã phân ly vào cuối kỷ Pleistoce sớm, cách đây 850.000 năm. Một phân tích về chấy lông được lấy từ petrel Fea, Pterodroma feae Desti trên Đảo Bugio, và từ petrel Zino trên Madeira cho thấy có sự khác biệt rõ rệt về loại ký sinh trùng của chúng, gợi ý rằng hai loài này đã tách nhau từ rất sớm vì chấy thường chỉ có thể ký sinh qua tiếp xúc vật lý trong tổ. Loài chấy trên petrel Zino gần giống với petrel Bermuda, trong khi chấy trên petrel Fea lại giống với loài Pterodroma ở Caribe và Thái Bình Dương. Sự cách ly giao phối khiến chúng phát triển và tiến hóa riêng biệt thành hai loài, nhưng các bằng chứng di truyền cho thấy ba loài Macaronesia này là họ hàng gần gũi của nhau.
Petrel Zino sinh sản trên vùng núi cao trung tâm Madeira, lần đầu tiên được mô tả năm 1903 bởi nhà tự nhiên học và linh mục người Đức Ernst Johann Schmitz, khi đó ông không nhận ra rằng chúng khác với petrel Fea mà ông đã thấy ở Deserti. Loài được nhà điểu học người Úc Gregory Mathews mô tả chính thức là loài petrel lông mềm vào năm 1934. Sau khi loài chim đảo Madeira được công nhận là một loài riêng biệt, chúng được đặt theo tên của nhà điểu học người Anh, Paul Alexander Zino, người có công trong việc bảo tồn chúng trong nửa cuối thế kỷ 20. Tên chi Pterodroma có nguồn gốc từ tiếng Hy Lạp πτερον, pteron, "chiếc cánh", và δρομος, dromos, "chạy", đề cập đến đặc điểm điều khiển tốc độ bay thất thường của loài. Madeira là tên hòn đảo nơi chúng sinh ra. Freira trong tiếng Bồ Đào Nha có nghĩa là "nữ tu"; những cư dân vùng Curral das Freiras ("Thung lũng của các nữ tu") gần nơi sinh sản cho rằng: tiếng kêu về đêm của chúng trong mùa ghép đôi chính là tiếng gọi những linh hồn đau khổ của các nữ tu. Họ đã trú ẩn trong thung lũng để tránh khỏi các cuộc tấn công vào hòn đảo của cướp biển Pháp vào năm 1566 kéo dài trong 15 ngày.
Hóa thạch petrel Pterodroma có niên đại từ 60.000 đến 25.000 năm BP, được tìm thấy tại hai hang động ở Gibraltar. Hóa thạch có hai dạng, một có kích thước tương tự như Zino hiện đại và một dạng lớn hơn, ít phổ biến hơn. Không chắc liệu chúng đại diện cho một dạng sinh sản tại một nơi khác trước đây hay là xác các loài chim trôi dạt vào đất liền do bão biển. Dù vậy, những hóa thạch này vẫn gợi ý rằng, Pterodroma madeira đã từng có vùng phân bố rộng hơn trong quá khứ.

## Mô tả
Loài petrel cánh dài này có kích thước từ 32–34 cm (13–13 in) với sải cánh 80–86 cm (31–34 in), trọng lượng trung bình là 290 g (10,3 in). Chúng có lưng, đôi cánh màu xám với chữ "W" sẫm, đồng thời phần đuôi trên cũng màu xám. Mặt dưới của cánh có màu đen, trừ một phần màu trắng có hình tam giác nằm gần với thân, bụng màu trắng với sườn màu xám. Trán có màu nâu trắng lốm đốm, chỏm màu sẫm, có một đốm đen dưới mắt và đuôi mắt màu nâu. Mỏ có màu đen và cặp chân có màu hồng như thịt, một phần ba bàn chân cũng có màu như vậy, phần còn lại là các ngón chân và màng chân có màu nâu đen. Chúng có kiểu chuyển động bay nhanh trông giống như cắt nước Cory nhỏ hoặc cắt nước lớn; khi gặp gió mạnh, loài petrel này có thể lướt cao trên mặt nước với cánh hơi gấp. Hiện chưa có nghiên cứu nào về bộ lông và quá trình thay lông của chúng, và việc đánh giá độ tuổi hiện đang còn là một bí ẩn.
Ngoại hình của chúng rất giống với petrel Fea, nhưng nhỏ hơn một chút. Khó có thể phân biệt hai loài trên biển do kích thước của chúng không mấy khác biệt, đặc biệt là những cá thể đơn độc, nhưng một nghiên cứu gần đây đã làm rõ các đặc điểm nhận dạng. Zino có một cái mỏ nhỏ, mảnh và dài, đặc điểm này có thể được quan sát rõ ràng ở các đại diện có mỏ mảnh hơn, chủ yếu là các cá thể cái, nhưng sẽ khó quan sát ở những đại diện có mỏ lớn hơn, thường là những cá thể đực. Một đặc điểm hữu dụng khác là phần lông hình tam giác màu trắng ở mặt dưới cánh của chúng. Đây là đặc điểm đặc trưng của petrel Zino, nhưng chỉ xuất hiện ở khoảng 15% tổng số cá thể. Zino có đầu mút cánh tròn hơn, nhưng P. feae Destiti đôi khi cũng có đầu mút cánh tròn, do đó, đặc điểm này không được dùng để phân biệt. Các đặc điểm được đề xuất trước đây như mẫu đầu, cánh trên và bên sườn được cho là không thuyết phục. Ở ngoài khơi phía đông Hoa Kỳ và Azores, cả hai loài đặc hữu Macaronesia đều dễ dàng phân biệt được với petrel Bermuda, do phần lưng lớn hơn và có màu sẫm, còn phần đuôi thì có màu xám nhạt.
Tại nơi sinh sản, chúng phát ra tiếng kêu ảm đạm kéo dài như tiếng kêu của cú tawny, chập chờn như tiếng rên rỉ của một con cún. Nhưng ngoài khi sinh sản, chúng hầu như im lặng. Tiếng kêu khi sinh sản rất giống với petrel Fea, nghiên cứu của Bretagnolle về các tiếng kêu phức hợp của petrel lông mềm công bố vào năm 1995 chỉ ra rằng, chỉ có Zino tách ra là một loài riêng biệt, những dạng sinh sống ở phía bắc như madeira, feae và deserti đều được coi là phân loài của petrel Fea.

### "Petrel có cánh trắng tuyết"
Các cuộc thám hiểm của Hadoram Shirihai đến quần đảo Madeira vào năm 2008, 2009 và 2010 đều phát hiện ra những con Pterodroma (có thể là cùng một loài) với phần lớn lớp lông dưới cánh màu trắng, nhưng mặt trên hoàn toàn bình thường, như Zino và Fea. Đặc điểm này không hề có trong bất kỳ loài Pterodroma nào đã biết. Chúng có khả năng là một thể biến dị của Zino, nhưng không thuyết phục vì không có cá thể tương tự nào như vậy trong số hơn 100 con được bảo tồn tại tổ. Hoặc, chúng có thể là một cá thể sai lệch đơn lẻ, cá thể lai hoặc đến từ một taxon chưa xác định từ đảo Madeira hoặc nơi khác. Với những thông tin hiện có, chưa thể đưa ra một kết luận rõ ràng cho những cá thể khác biệt này vào thời điểm hiện tại.

## Phân bố và sinh cảnh

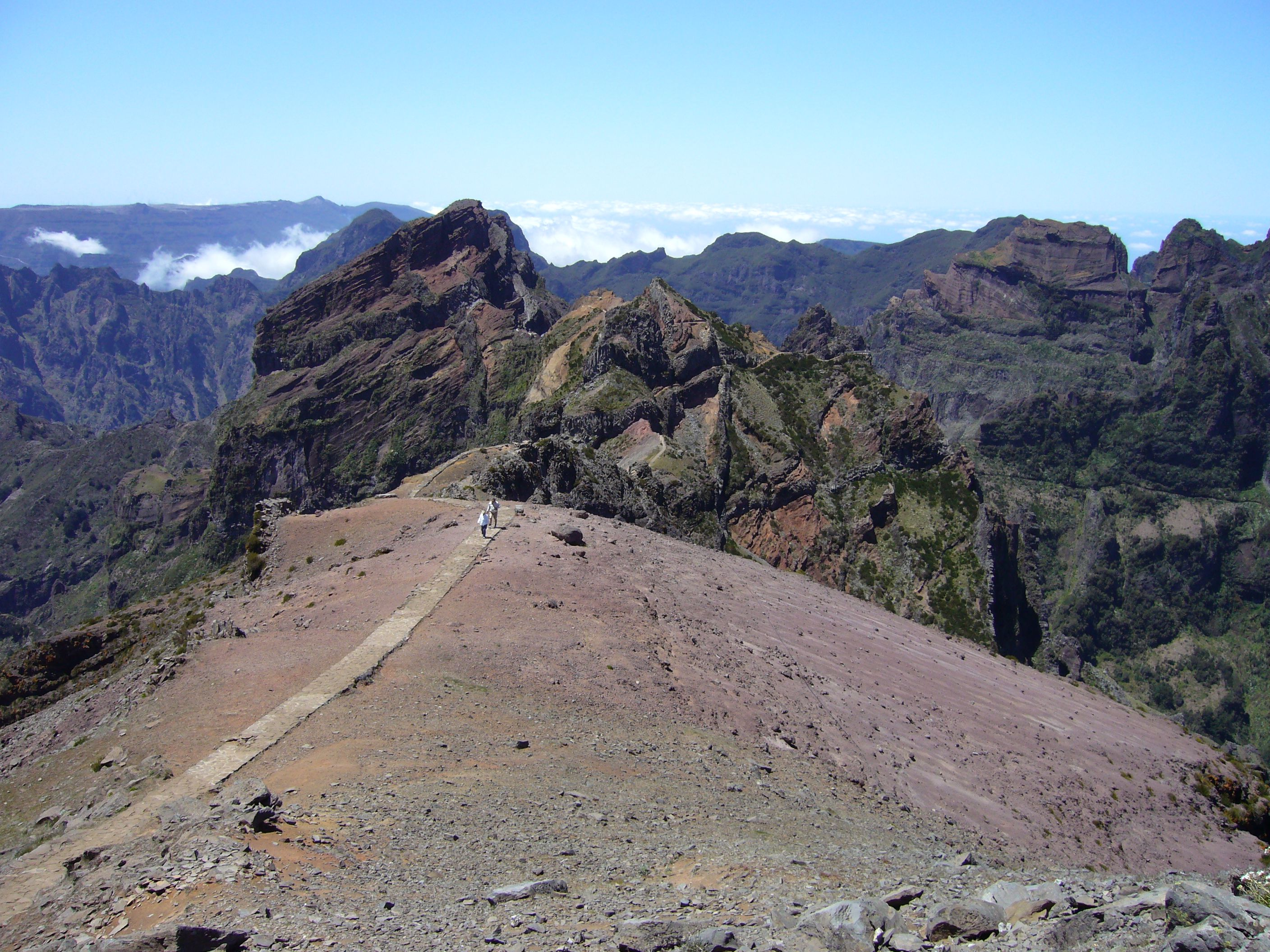
Đường mòn tại khu vực sinh sản

Petrel Zino là loài đặc hữu của hòn đảo chính Madeira, chúng sinh sản trên những mỏm đá không thể tiếp cận ở vùng núi trung tâm Pico do Arieiro và Pico Ruivo, nơi sở hữu một thảm thực vật tươi tốt. Phổ biến là các loài đặc hữu hemicryptophytes, chamaephytes, và cỏ. Chúng làm tổ ở độ cao hơn 1.650 m (5.410 ft). Trước đây chúng phân bố rộng rãi hơn, vì bán hóa thạch của chúng đã được tìm thấy trong hang ở phía đông Madeira và trên Đảo Porto Santo gần đó. Khu vực sinh sản phải đảm bảo rằng dê hoang không thể tiếp cận nhằm bảo tồn sự phong phú của thảm thực vật đặc hữu. Thảm thực vật nơi này sẽ đảm bảo có đủ đất trên các gờ đá để chim có thể đào hang và làm tổ, việc dẫm đạp bởi động vật ăn cỏ cũng sẽ làm giảm lớp đất phủ này.
Loài petrel này chỉ xuất hiện nhiều trên vùng biển Madeira vào mùa sinh sản. Chúng hiếm khi xuất hiện vào những ngày còn lại trong năm, do có số lượng cá thể ít, và, một phần do khó phân biệt giữa chúng với những loài Pterodroma khác trên biển. Các cá thể được xác định là petrel Zino hoặc Fea đã xuất hiện ở Bắc Đại Tây Dương, còn ở Ireland và Anh đã ghi nhận rằng có sự gia tăng lớn về số lượng, có lẽ là do sự ấm lên toàn cầu khiến những cá thể sống ở vùng nhiệt đới di chuyển vào vùng biển ôn đới. Thời điểm của các báo cáo, chủ yếu là vào cuối xuân tới mùa hạ ở phía Tây Bắc Đại Tây Dương, và vào cuối hạ đầu thu ở phía đông, đã báo cáo rằng chúng di chuyển theo chiều kim đồng hồ quanh Bắc Đại Tây Dương sau khi rời khỏi nơi sinh sản. Tuy nhiên, những các cá thể trong số đó được xác định một cách chắn chắn đều là petrel Fea. Zino có thể có một chiến lược di cư tương tự vì kết quả sơ bộ từ các nghiên cứu cho thấy chúng phân tán rộng rãi trên rặng núi trung tâm Bắc Đại Tây Dương trong mùa sinh sản và di cư về phía bờ biển Brazil trong thời kỳ không sinh sản. Petrel Pterodroma được ghi nhận xuất hiện ở Quần đảo Canaria và Açores với số lần ít một cách đáng ngạc nhiên; tuyên bố cho rằng Zino có thể xuất phát từ Nam Phi hiện được cho là sai lầm.

## Tập tính

### Sinh sản

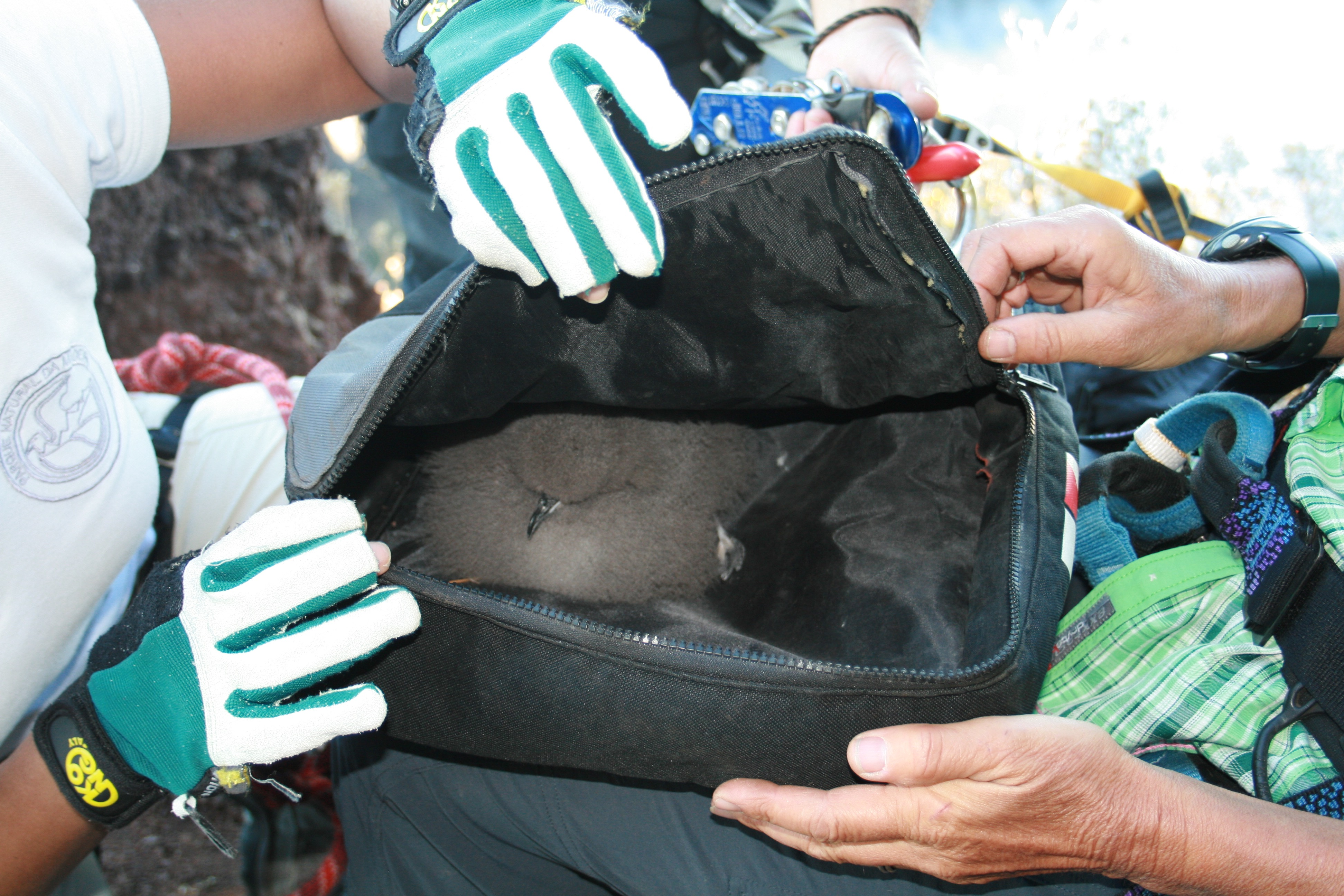
Chim non vài tuần tuổi, được cán bộ kiểm lâm vườn quốc gia kiểm tra.

Mùa sinh sản của petrel Zino sớm hơn hai tháng so với petrel Fea trên Bugio cách đó 50 km (31 mi). Chúng từ biển trở về nơi sinh sản vào cuối tháng 3 hoặc đầu tháng 4, chúng săn mồi ngay trên khu vực sinh sản vào lúc chiều tối và sáng sớm. Tổ là một hang nông hoặc hang cũ của thỏ, dài tới 140 cm (55 in) trong lớp đất dưới thảm thực vật dày. Chiều dài của hang liên quan đến tuổi thọ của đôi chim sử dụng, vì chim trẻ chỉ có thể đào hang ngắn, và sẽ dài hơn trong mùa sinh sản tiếp theo. Trứng của chúng có màu trắng, hình bầu dục, thời gian đẻ dao động từ giữa tháng 5 đến giữa tháng 6, ấp trứng trong buồng ấp ở cuối hang trong 51–54 ngày, đôi chim thay phiên nhau ấp trứng và kiếm ăn. Thời điểm mà chim có thể bay được là khoảng 85 ngày sau vào cuối tháng 9 và tháng 10. Petrel Zino hoàn toàn sống về đêm tại các địa điểm sinh sản để tránh khỏi sự săn bắt của mòng biển. Chúng ở ngoài khơi cách nơi sinh sản 3–5 km (1,9–3,1 mi) vào ban ngày, chỉ quay về tổ vào ban đêm. Chúng kêu liên tục vào khoảng 30 phút sau khi màn đêm buông xuống cho đến bình minh, kể cả vào những đêm trăng sáng.
Loài này sinh nở hàng năm đến suốt đời, các cặp đôi trở về cùng một hang năm này qua năm khác. Chúng chỉ đẻ một trứng duy nhất trong một mùa, và không đẻ thêm nếu quả trứng đó có vấn đề. Chúng có tuổi thọ trung bình khá cao: một cá thể được quan sát đã quay trở lại hang trong mười năm liên tục, tuổi thọ ước tính khoảng 16 năm. Tuổi trưởng thành, có khả năng sinh sản có lẽ là từ 4 năm tuổi trở lên. Mặc dù địa điểm sinh sản gần nhau, nhưng petrel Zino và Fea chưa từng chiếm tổ của nhau, và Zino có lẽ không lai với bất kỳ loài nào khác.

### Thức ăn
Giống như họ hàng của chúng, petrel Zino ăn mực và cá nhỏ. Cụ thể, gồm một số loài trong lớp chân đầu, cá phát quang Electrona risso và một số loài giáp xác nhỏ.  Giống như những loài petrel khác, Zino thường không theo sau các con tàu đánh cá.

### Động vật ăn thịt và ký sinh trùng
Việc chỉ tiếp cận các khu vực sinh sản vào ban đêm giúp petrel Zino tránh được sự chú ý của mòng biển, các loài chim ăn thịt sống vào ban ngày và loài cú duy nhất trên đảo là cú lợn lông xám, thợ săn những loài gặm nhấm. Ngoài dơi, không có loài động vật có vú bản địa nào trên Madeira, nhưng có một số loài du nhập, tất cả trong số đó chuyên bắt chim và chim non. Kẻ thù của chúng phải kể đến chuột nâu và mèo rừng. Tập tính làm tổ trên núi cao của petrel Zino không an toàn trước những kẻ săn mồi dễ thích nghi với địa hình này, vì người ta đã quan sát có mười con trưởng thành bị mèo bắt giết vào năm 1990. Chấy lông được tìm thấy trên petrel Zino bao gồm các loài Trabeculus schillingi, Saemundssonia và một loài chưa xác định thuộc chi Halipeurus.

## Tình trạng bảo tồn

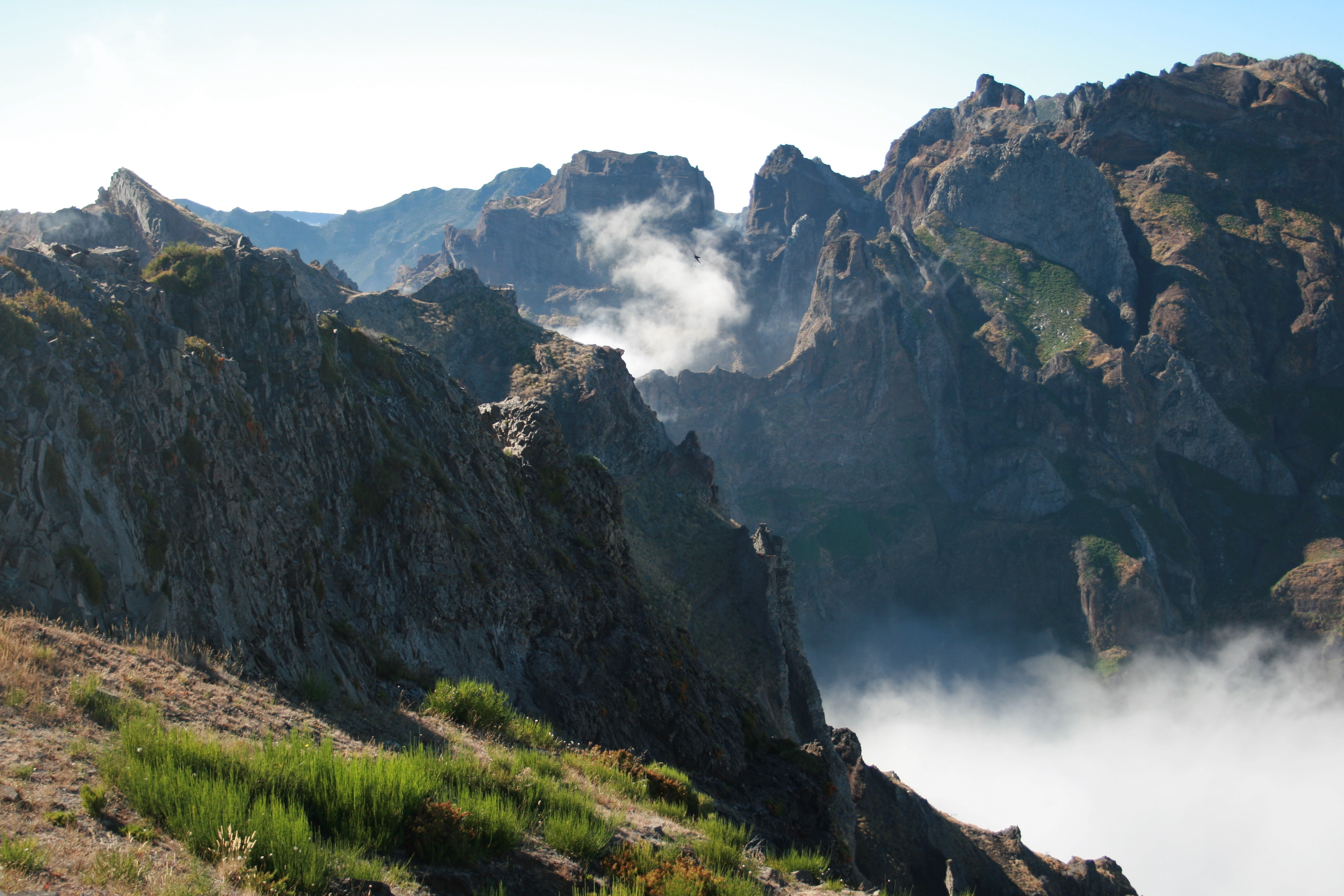
Quang cảnh khu vực sinh sản tại Pico do Arieiro, Madeira.

Petrel Zino có phạm vi phân bố rất hẹp (trên các đỉnh núi của một hòn đảo) và là loài chim biển châu Âu có nguy cơ tuyệt chủng cao nhất. Chúng từng được cho là tuyệt chủng vào giữa thế kỷ 20. Hai con non mới lớn được tìm thấy dưới chân bức tường của dinh thống đốc ở Funchal vào đầu thập niên 1940, có lẽ chúng bị thu hút bởi ánh sáng mặt trời ở nơi ấy, nhưng từ đó trở đi không còn ai nhìn thấy loài này nữa cho đến tận năm 1969. Năm 1969, Paul Zino đã phát một đoạn video về petrel Fea từ Bugio cho một người chăn cừu ở Curral das Freiras; ngay lập tức đoạn video đó thu hút các nhà nghiên cứu đến khu vực làm tổ. Sự săn bắt của loài chuột đồng khiến cho việc sinh sản thành công của quần thể nhỏ này gặp khó khăn, và không có chim non nào đạt đến ngưỡng trưởng thành vào năm 1985. Dự án Bảo tồn Freira được thành lập vào năm 1986 với mục đích khôi phục lại số lượng cá thể petrel Zino bằng phương pháp kiểm soát chuột đồng và ngăn chặn sự can thiệp của người dân bản địa; sau còn mở rộng bảo vệ chúng khỏi mèo sau khi chim bị loài này bắt giết hàng loạt vào năm 1990.
Hiện đã có 130–160 cá thể đang được bảo tồn (65–80 cặp sinh sản), sinh sản trên sáu mỏm đá. Có thể có một số loài chim khác du nhập vào ban đêm, đều được phát hiện và kiểm soát bởi một trạm radar của NATO trên đỉnh Pico do Arieiro. Về lâu dài, biến đổi khí hậu có thể gây tác động bất lợi, vì tất cả khu vực sinh sản đều nằm trên đỉnh cao nhất, nhưng chỉ cao 1.000 m (3.300 ft) so với mực nước biển. Trước đây, những người chăn cừu bản địa phá hang để lấy trứng làm thức ăn. Hiện tại, các mối đe dọa chính tiếp tục là chuột với con mồi là trứng và con non, mèo hoang chuyên rình tổ để bắt con trưởng thành, mặc dù mức độ giảm đi nhiều so với trước đây do đặt bẫy.
Petrel Zino được bảo tồn theo Chỉ thị về Chim hoang dã của Liên minh Châu Âu, các địa điểm sinh sản của chúng đều nằm trong vườn quốc gia Parque Natural da Madeira. Sau khi chính phủ mua khoảng 300 hécta (740 mẫu Anh) đất xung quanh khu vực sinh sản chính, tất cả động vật chăn nuôi phải di dời khỏi khu vực này, cho phép thảm thực vật phục hồi, mặc dù khu sinh sản nằm trên những nơi mà động vật ăn cỏ không thể tiếp cận. Việc nghiên cứu và kiểm soát động vật ăn thịt của Dự án Bảo tồn Freira cùng với Vườn quốc gia bắt đầu từ năm 1986, đã được mở rộng quy mô lớn hơn vào năm 2001 với sự tài trợ của EU. Số lượng tăng lên (tăng 29 con vào năm 2004) khiến tình trạng của loài được hạ từ rất nguy cấp xuống nguy cấp trong Sách đỏ IUCN vào năm 2004. Quần thể dường như ổn định cho đến mùa hè năm 2010.
Một thảm họa lớn đã xảy ra vào ngày 13 tháng 8 năm 2010, khi một đám cháy rừng lan qua khu sinh sản, giết chết ba con trưởng thành và 25 trong tổng số 38 con non. Đám cháy đã phá hủy thảm thực vật và nhiều hang, tổ. Đội bảo tồn đã nỗ lực cứu sống 13 con non còn lại, khôi phục thảm thực vật, sửa sang các tổ còn sót lại, đào hang nhân tạo và đặt bả chuột xung quanh các vị trí làm tổ. Đến năm 2018, nỗ lực bảo tồn đã giúp loài dần phục hồi lại và ổn định với 160 cá thể trưởng thành.